# Cruz nestoriana

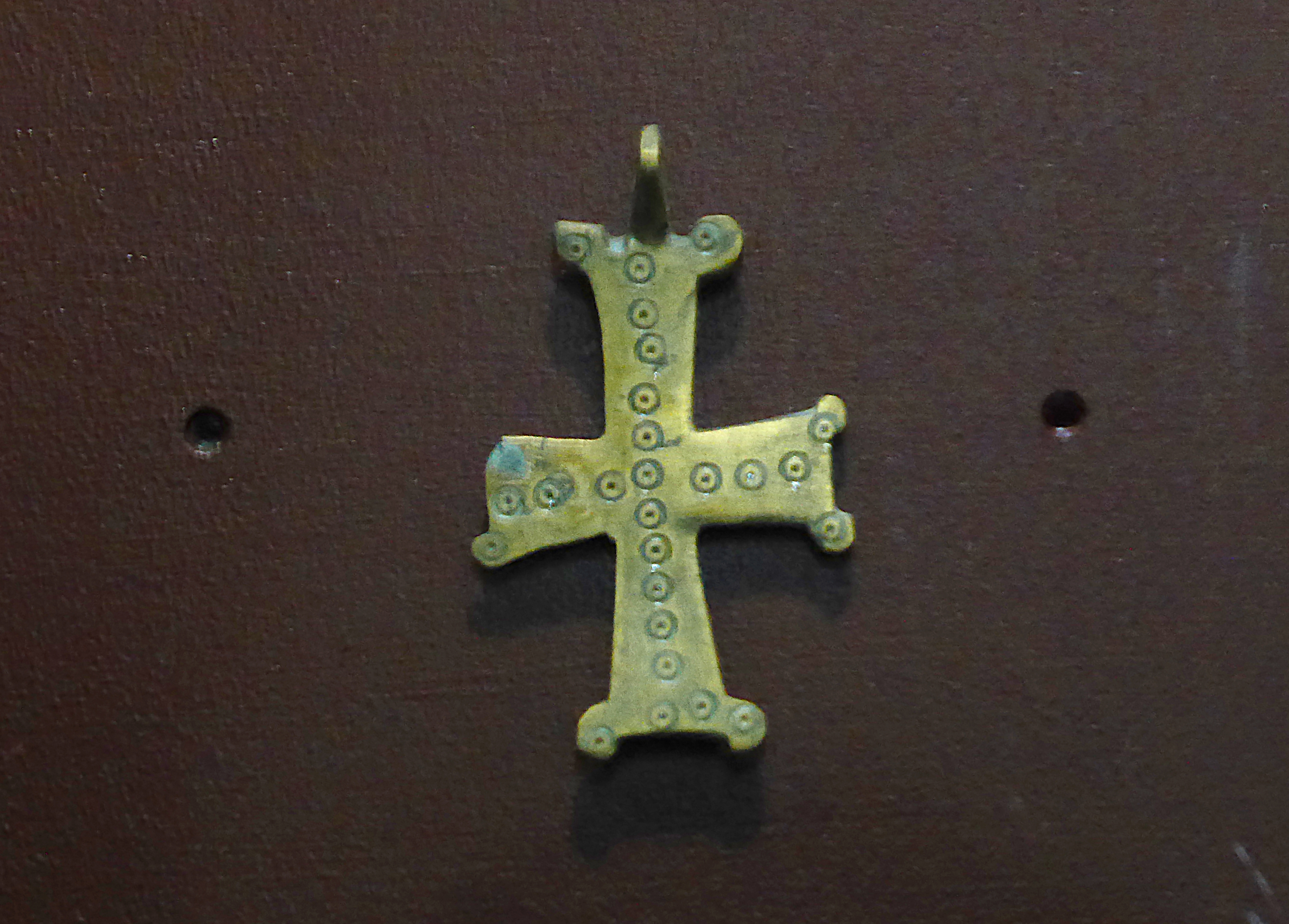
Cruz nestoriana en el museo de María, Turkmenistán

La cruz nestoriana se asocia a la Iglesia del Oriente. Está compuesta de una cruz similar a la Cruz de Malta, con cuatro brazos de aproximadamente la misma longitud, que se estrecha en anchura hacia el centro de la cruz. En el arte cristiano Oriental en China, estas cruces son a veces simplificadas y representadas como descansando en una flor de loto o en una nube estilizada.

## Cruz de la Iglesia asiria del Oriente
La cruz de la Iglesia asiria del Oriente tiene tres puntos que recubren la barra transversal izquierda, tres puntos que recubren la barra transversal derecha, dos puntos que recubren la barra superior, y un punto en la barra inferior. Estos nueve puntos representan las nueve órdenes de ministerio dentro de la iglesia. Entre los dos puntos de la barra superior hay una corona de tres puntas, representando la Santísima Trinidad.